# 풀 샨도르
풀 샨도르(Puhl Sándor, 1955년 7월 14일 - 2021년 5월 20일)은 헝가리의 축구 심판이다. 그는 미국에서 열린 1994년 FIFA 월드컵 결승전 브라질 vs 이탈리아를 포함하여 4경기를 주관한 것으로 알려져 있다.
그는 IFFHS의 최고 주심으로 1994년과 1997년 사이에 4번 연속으로 선정되었다.
그는 스페인에서는 별로 좋지 않게 평가되는데, 그는 1994년 월드컵 이탈리아 vs 스페인 8강전 경기에서 마우로 타소티가 루이스 엔리케를 팔꿈치로 가격한 것을 묵살하였기 때문이다. 이탈리아는 이 경기에서 2-1로 승리하였으나, 이후 타소티는 8경기 출장 정지 조치가 내려졌다.
주심직을 은퇴한 뒤, 그는 2000년에서 2006년 사이 헝가리 축구 협회 이사장을 역임하였다. 그는 헝가리 TV 스포츠 채널에서 해설가로 활동하기도 한다.
풀은 헝가리어, 독일어, 영어로 소통 가능하다.
풀은 2021년 5월 20일 65세로 코로나바이러스감염증-19(코로나19) 합병증으로 사망하였다.

## 주목
1. ↑  IFFHS' World's Best Referee of the Year 1987-2006
2. ↑  World Cup USA '94: Tassotti banned for eight games
3. ↑  Умер венгерский футбольный арбитр Шандор Пуль, судивший финал ЧМ-1994 (러시아어)
4. ↑  “Puhl Sándor betegsége már hetek óta tartott: kiderült, mi okozta a legendás játékvezető halálát”. Blikk. 2021년 5월 21일. 2021년 5월 21일에 확인함.